# Dudleya brittonii
Dudleya brittonii es una especie de planta suculenta perteneciente a la familia de las crasuláceas.

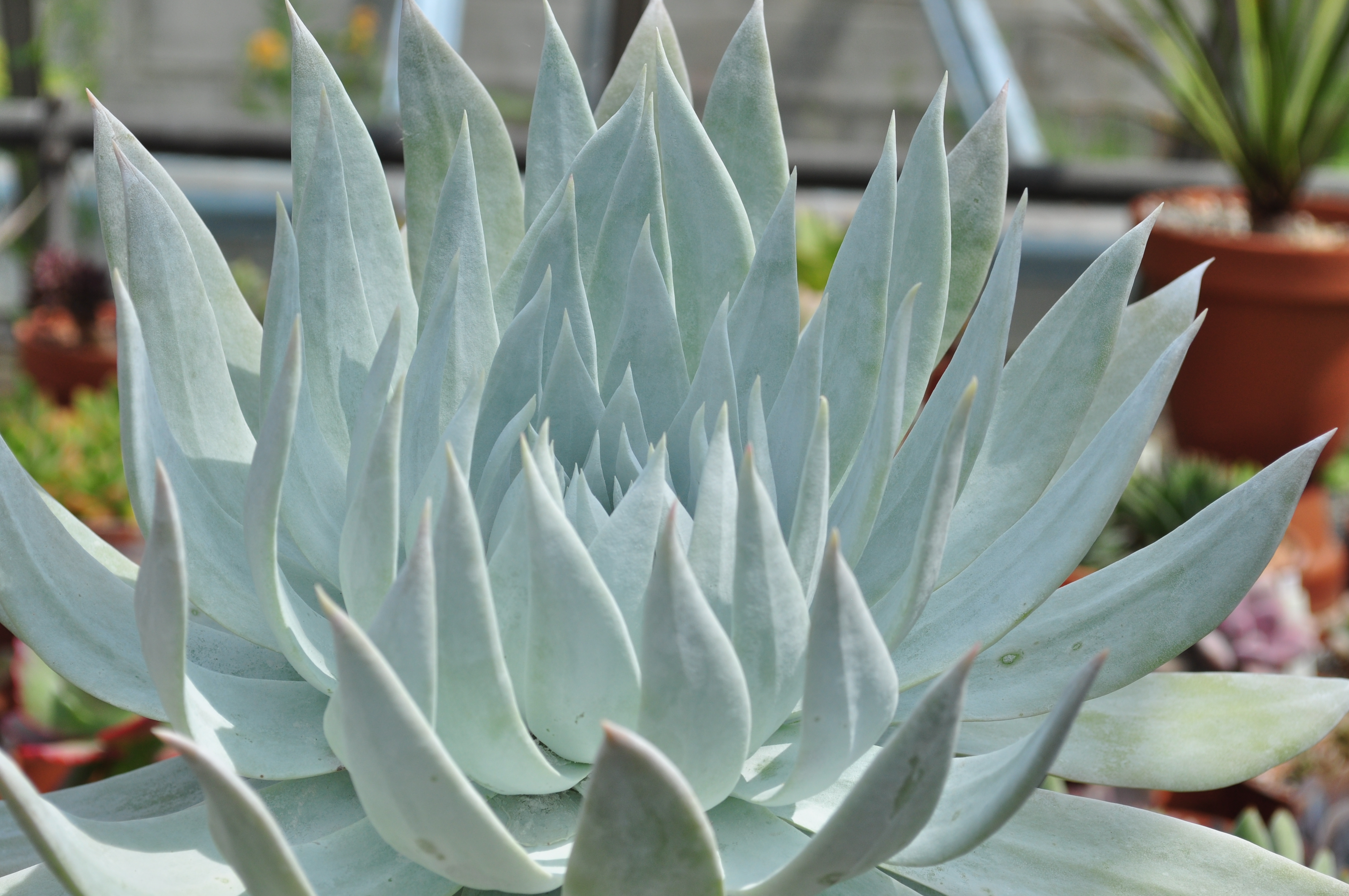
Detalle de la planta

## Distribución
Dudleya britonnii es nativa  de México en Baja California.

## Descripción
Es una planta suculenta, forma rosetas de hojas anchas, oblongas, blanco pulverulento de hasta 25 cm de largo y presenta masas de flores estrelladas amarillas en primavera y verano, en un tallo ramifcado de hasta 1 m de alto.

## Cultivos
Necesidades de riego: Necesidades de buen drenaje, mantener seco en verano. 

## Taxonomía
Dudleya brittonii fue descrita por Donald Alexander Johansen y publicado en Cactus and Succulent Journal 4: 311, f. s.n. 1933.
Etimología
Dudleya: nombre genérico que fue nombrado en honor de William Russell Dudley, el primer director del departamento de botánica de la Universidad de Stanford.
brittonii: epíteto otorgado en honor del botánico estadounidense Nathaniel Lord Britton.